# 勒扎韋齊
49°51′50″N 36°8′55″E / 49.86389°N 36.14861°E
勒扎韋齊（烏克蘭語：Ржавець）是位於烏克蘭東部的村莊，由哈爾科夫州哈爾科夫區的維索基市鎮負責管轄。該村始建於1825年，面積0.67平方公里，海拔高度160米，2001年人口359，人口密度每平方公里535.8人。